# George Busk
George Busk (São Petersburgo, 12 de agosto de 1807 — Londres, 10 de agosto de 1886) foi um cirurgião, zoólogo e paleontólogo britânico de origem russa.

## Carreira
Busk foi nomeado cirurgião assistente do Greenwich Hospital em 1832. Ele serviu como cirurgião naval primeiro no HMS Grampus. Mais tarde, ele serviu por muitos anos no HMS Dreadnought, que lutou em Trafalgar. Na época de Busk, era usado pela Seamen's Hospital Society como navio-hospital para ex-membros da Marinha Mercante ou frota pesqueira e seus dependentes. Durante este período, Busk fez observações importantes sobre a cólera e o escorbuto.
Ele fundou a Greenwich Natural History Society em 1852, servindo como seu presidente até 1858.

Em 1855, aposentou-se do serviço e da medicina  e estabeleceu-se em Londres, onde se dedicou principalmente ao estudo da zoologia e da paleontologia. Já em 1842, ele ajudou na edição do Microscopical Journal; e mais tarde editou o Quarterly Journal of Microscopical Science (1853–68) e a Natural History Review (1861–65).  Ele era um membro do famoso X-Club, fundado por T. H. Huxley, que foi ativo na revitalização da ciência no período de 1865-1885. Busk e sua esposa Ellen eram amigos íntimos de Huxley. Busk indicou com sucesso Charles Darwin para a Medalha Copley, o maior prêmio da Royal Society, em 1864.

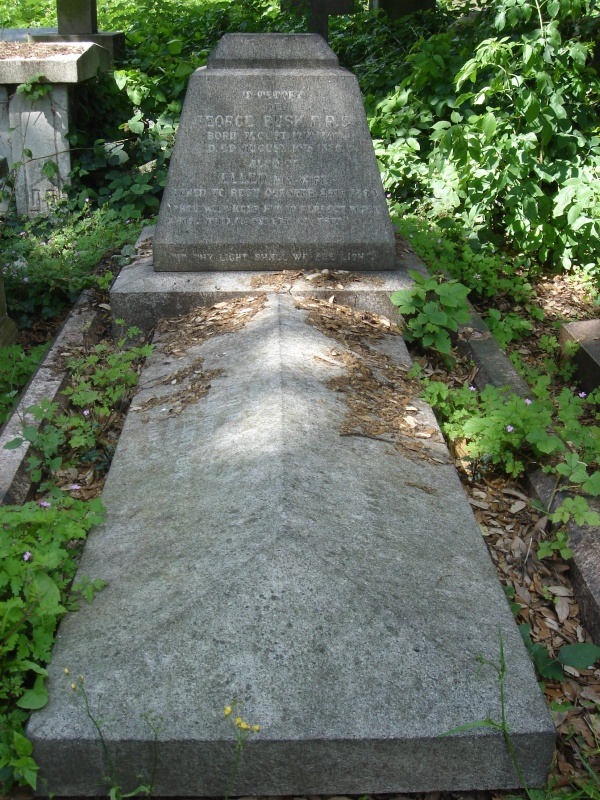
Sepultura, Cemitério de Kensal Green, Londres

De 1856 a 1859, ele foi Hunterian Professor of Comparative Anatomy and Physiology no Royal College of Surgeons, e tornou-se presidente do colégio em 1871. Ele foi eleito membro da Royal Society em 1850. Busk foi um membro ativo da Linnean Society, a Sociedade Geológica e presidente da Sociedade Etnológica  e depois do Instituto Antropológico (1873-1874). 

Busk era a principal autoridade em Polyzoa; e mais tarde os restos de vertebrados de cavernas e depósitos fluviais ocuparam sua atenção. Em 1862, Busk estava novamente em Gibraltar. Ele foi o responsável por trazer para a Inglaterra o crânio de Gibraltar (o segundo fóssil de Neandertal já encontrado e o primeiro adulto conhecido) que foi escavado em Gibraltar em 1848. A identificação do crânio como pertencente a um Neandertal não foi feita até o século XX.